# Анжеліка Блек
Анжеліка Блек (англ. Angelika Black), справжнє ім'я Александра Панаїт (рум. Alexandra Panait; нар. 25 жовтня 1987, Бухарест) — румунська порноакторка.

## Біографія
Народилася 25 жовтня 1987 р.
Розпочала в 2006 році як стриптизерка та порноакторка. У 2009 році перенесла операцію зі збільшення грудей. Працює в модельному агентстві Будапешта Brillbabes.

## Премії та номінації
- 2009: Hot d'Or — Найкраща Європейська старлетка[3]
- 2010: Erotixxx Award — Найкраща Європейська акторка
- 2012 XBIZ Award номінація — Іноземна виконавиця року[4]